# Влада Зечевић
Владо Зечевић (Никшић, 21. март 1903 — Београд, 26. октобар 1970) био је православни свештеник, учесник Народноослободилачке борбе и друштвено-политички радник ФНР Југославије и НР Србије. У периоду од 1945. до 1946. обављао је дужност првог министра унутрашњих послова ФНРЈ.
Одрастао је у Лозници, где се његова породица преселила 1906. године. Након Првог светског рата и смрт оца, уписао је Богословију у Сремским Карловцима, а након ње и Теолошки факултет. Од 1927. до 1941. био је свештеник у Крупњу, где је активно учествовао у друштвеном и политичком животу. Био је председник Земљорадничке задруге, Народне читаонице и Спортског клуба. Посебно је био ангажован на изградњи Спомен-цркве у Крупњу и спомен-костурнице на Мачковом камену. Припадао је најпре Земљорадничкој странци, а потом Демократској странци и био њен кандидат за посланика на листи Удружене опозиције 1938. године.
Након окупације Југославије, маја 1941. био је затворен од окупатора, а након пуштања на слободу напустио је Крупањ и отишао у манастир Троношу и учествовао у формирању Војно-четничког одреда. Заједно са поручником Ратком Мартиновићем успоставио је сарадњу са Ваљевским НОП одредом и са њим током устанка у Србији учествовао у ослобођењу Крупња и нападу на Шабац. У јесен 1941. када је, за време Прве непријатељске офанзиве, дошло до разлаза између партизана и четника, заједно са поручником Мартиновићем, напустио је четнике и са својим одредом од 500 бораца прешао у партизане.
Средином новембра 1941. постао је члан Главног Народноослободилачког одбора за Србију у ослобођеном Ужицу. Након пада Ужичке републике, са главнином партизанских снага повукао се у Санџак, али је одатле са групом руководилаца враћен на терен западне Србије са задатком да раде на организовању нових јединица. Због немогућности опстанка на овом терену, услед јаке зиме и сталних напада Немаца и легализованих четника, са групом бораца Ваљевског одреда, почетком марта 1942. пребацио се преко Дрине у источну Босну, где се повезао са партизанским снагама. Потом је боравио у ослобођеној Фочи, где је примљен је у чланство Комунистичке партије (КПЈ), а маја 1942. за члана Врховног штаба НОП и ДВЈ.
Заједно са Врховним штабом и главнином партизанских снага, током лета 1942, учествовао је у походу у Босанску крајину. На Првом заседању АВНОЈ-а, новембра 1942. изабран је за члана Извршног одбора, задуженог за верска питања. За време Четврте непријатељске офанзиве, почетком 1943. повлачио се заједно са члановима Извршног одбора АВНОЈ-а према Неретви, а потом је у мају и јуну учествовао у борбама на Сутјесци. Из источне Босне, у лето 1943, заједно са Иваном Рибаром је отишао у Лику и боравио у ослобођеном Оточцу, а потом је са Едвардом Кардељом отишао у Словенију, где је октобра 1943. учествовао на Кочевском збору.
Новембра 1943. на Другом заседању АВНОЈ-а у Јајцу, изабран је за члана Председништва АВНОЈ-а и Националног комитета ослобођења (НКОЈ), односно његовог повереника за унутрашње послове. Почетком 1944. са делом чланова Председништва АВНОЈ-а боравио је у Горском котару и Кочевју, а у марту је дошао у ослобођени Дрвар, где се налазио Врховни штаб НОВ и ПОЈ. Априла 1944. се разболео, након чега је пребачен у Италију, где је оперисан. Половином јуна 1944. дошао је на Вис, тадашњи центар слободне територије и учествовао у преговорима са Иваном Шубашићем, председником Краљевске владе у егзилу. У јесен 1944. дошао је у ослобођени Београд, а марта 1945. је постао министар унутрашњих послова у Привременој влади ДФЈ.
Након ослобођења Југославије, налазио се на дужностима министра грађевина и саобраћаја у Влади НР Србије, председника Савезног већа Савезне скупштине, члана Савезног извршног већа и др. Биран је за савезног народног посланика и члана Савезног одбора Социјалистичког савеза радног народа и Председништва Савезног одбора Савеза удружења бораца НОР.
Написао је књиге — У ноћи, сусрет, И то да се зна и Расте устанак. Одликован је Орденом народног ослобођења. Сахрањен је у Алеји заслужних грађана на Новом гробљу у Београду.

## Биографија
Породица Влада Зечевића потицала је из Никшића. Његов деда Андрија Зечевић имао је тројицу синова — Марка, Неша и Ђока. Марко и Ђоко су се бавили трговином, а Нешо је био казанџија. Пошто су тешко живели, најстарији Марко одлучио је крајем 19. века да оде у Краљевину Србију. Дошао је у Лозницу, где је са једном удовицом откупио кафану, која је убрзо постала познато лозничко окупљалиште. Пошто му је добро кренуло, након пар година, позвао је себи најмлађег брата Ђока, који се 1906. са породицом преселио у Лозницу. Одмах по доласку отворио је трговачку радњу и почео са трговином јагњећом, јарећом и лисичијом кожом и ћумуром. Једно време, уочи аустроугарске анексије Босне и Херцеговине, био је војни лиферант, па је Српску војску снабдевао кожом и брашном.
Ђоко Зечевић и његова жена Милуша, родом из породице Латковић из Подгорице, имали су осморе деце — Дару, Ђурђину, Милеву, Андрију, Мила, Влада, Марка и Марију. Двоје најмлађих рођени су у Лозници, а остали у Никшићу. Најстарији син Андрија, умро је као ђак гимназије у Никшићу, а најмлађа Марија, у Лесковцу на почетку Првог светског рата, за време бежаније пред аустроугарском војском. Владо Зечевић рођен је 21. марта 1903. године у Никшићу. Због честих пословних путовања свога оца, Владо и његова браћа и сестре одрастали су са мајком. Отац, пореклом Херцеговац, умео је лепо и сликовито да прича, па је често када је био кући деци причао о старом крају и бојевима са Турцима.

### Школовање
Основну школу похађао је у Лозници, а 1913. је уписао Лозничку гимназију, али је његово даље школовање прекинуо почетак Првог светског рата. Августа 1914. Лозница се нашла на удару аустроугарских снага, које су преко Дрине прешле из Босне у Србију. Одмах по заузећу места, аустроугарски војници су отпочели са вршењем бројних злочина према цивилном становништву, а у групи за стрељање био је и Владов отац Ђоко, али је у последњем моменту успео да побегне. Након Церске битке, српска војска је ослободила Лозницу, али се она септембра 1914. поново нашла на удару аустроугарских снага, које су предвођене генералом Оскаром Поћореком, кренуле у поновну офанзиву на Србију. Након битке на Дрини, новембра 1914. уследила је трећа аустроугарска офанзива, током које се Подриње нашло у једној од најкрвавијих битака. Пошто су се јединице Дринске дивизије, под ударом надмоћнијих аустроугарских снага, морале повући из Подриња, за њима су кренуо и народ, који је био у страху од аустроугарске одмазде. У бежанију је тада кренула и породица Зечевић, која је стигла чак до Лесковца, где је остала до пролећа 1915. године. Након повратка у Лозницу, Владо је радио на очевом имању, јер је гимназија била затворена. У лето 1917. окупаторски војници су напали његовог оца и тешко га ранили, након чега се дуго лечио од тровања ране и у мукама умро у јесен 1919. године.
Након завршетка рата, 1918. Владо је уписао Трећи разред гимназије, јер је одлуком просветних органа свим ученицима био признат један разред више. Заједно са још двадесетак ученика, из проређене ратне генерације лозничких ученика, 1920/21. положио је нижи течајни испит. Како је смрћу оца, а годину дана раније и стрица Марка, породица остала без хранитеља, Владо је јуна 1921, по жељи своје мајке Милуше, уписао Богословију у Сремским Карловцима. Током петогодишњег школовања, највише се занимао за догматичко богословље, историју хришћанске и српске цркве и историју филозофије. Догматику му је предавао, тада млади професор Јустин Поповић. Јануара 1925. када су богослови радили наградни светосавски темат, Владо је одабрао тему Хришћанство и социјализам, који је по оцени комисије био најбољи светосавски рад. Током школовања, у богатој библиотеци Карловачке богословије, Владо је пронашао и читао дела Маркса, Енгелса, Дарвина, Бебела, као и друге публикације с рационалистичком филозофијом. Поред читања, активно је учествовао у раду фудбалске екипе, као и драмске и хорске секције, а посебно у литерарној дружини. Јуна 1926. положио је богословски испит са врло добрим успехом.
У јесен 1926. године уписао је Богословски факултет у Београду, где је најпре био редовни, а потом ванредни студент. Факултет је завршио марта 1936. године. Школске распусте проводио је кући у кругу породице или са школским друговима на имању манастира Љубостиња. Током једног лета је два месеца провео са путујућом позоришном групом из Београда. Шестомесечни војни рок одслужио је крајем 1926. и почетком 1927. у болничкој чети у Ваљеву. Након повратка из војске, оженио се Маријом Арсовић из Умке, коју је упознао приликом њене посете Лозници, где јој је ујак био председник општине. Склапање брака био је један од услова да се запопи. За ђакона је рукоположен 2. јуна 1927. приликом освећења цркве у селу Црна Бара, код Богатића, пред владиком Михаилом епископом шабачко-ваљевским. Сутрадан је постављен за капелана крупањском пароху Грујичићу, а 19. октобра 1927. постао је самостални свештеник крупањске парохије и на тој дужности је остао до 1941. године. Његова парохија је поред Крупња, захватала села Шљивову, Бањевац, Кржаву, Томањ и Богоштицу.
У браку са супругом Маријом, током службовања у Крупњу, добио је петоро деце — синове Милана, Зорана и Величка и ћерке Оливеру и Милушу.

### Парох у Крупњу
Иако је невољно пошао у богословију, Владо је свештенички позив обављао савесно, пре свега због поштовања према народу. Као противник разних формалних обичаја и норми понашања свештеника, својим поступцима уносио је новину у свештеничком раду. Оштро се противио разним устаљеним обичајима, којима су његови претходници добијали разне дарове од сељака. Народ крупањског краја га је брзо заволео и као свештеника и као човека, због чега су га често позивали на породичне свечаности. Свесрдно се ангажовао на помоћи око изградње Спомен-цркве Вазнесења Господњег, која је подигнута у спомен изгинулим јунацима на Мачковом камену и борбама око Крупња 1914. године. Радови на изградњи цркве, почели су још пре његовог доласка, али је он одмах од доласку постао члан Одбора за њену изградњу и убрзо један од најактивнијих чланова. У време подизања Спомен-костурница на Мачковом камену, 1929. године Владо је и по три пута дневно обилазио радове на врху Јагодње, а поред тога организовао је превлачење камена из Планине и помагао у сакупљању расутих костију погинулих ратника.
Спомен-црква у Крупњу грађена је три године. Под кров је стављена 1928, а унутрашњи радови су извођени од 1930. и 1932. године. Као велики активиста на прикупљању прилога за обављање завршних радова, Владо је са децом из Крупња, организовао садњу борића око споменика на Мачковом камену. У знак признања за активност око изградње спомен-цркве у Крупњу и спомен-костурнице на Мачковом камену, Владо је октобра 1932. одликован Орденом Светог Саве петог реда, а од владике Михаила, епископа шабачко-ваљевске епархије, добио је црвени појас. Новембра 1935, када је у Крупњу установљено ново црквено намесништво, постављен је за вршиоца дужности архијерејског намесника. Годину дана касније, на предлог Црквеног суда у Шапцу, епископ Симеон га је разрешио дужности, јер се једне вечери напио у кафани. Био је велики противник круте црквене хијерархије и никада се није плашио шабачко-ваљевског епископа. Више пута је оптуживан због непоштовања норми црквеног живота, па му је једном приликом претила опасност да му одузму црвени појас, али су црквене власти зазирале од сукоба са њим.
На захтев црквених власти, био је одређен да у основној школи у Крупњу, држи часове веронауке. Није могао да одбије ову дужност, али се ретко појављивао на часовима. Знао је да окупи ђаке и да им прича о бојевима на Мачковом камену, Гучеву, Церу или ранијим бојевима на Чокешини, Дрини и др. Понекад би спојио два-три часа, па би ученике водио на Мачков камен, где су уређивали околину Спомен-костурнице.

### Друштвена активност
Поред тога што је био противник строге црквене хијерархије, поп Владо Зечевић био је критизер свих негативних појава у друштву и политици и то је јавно истицао. Једном приликом, у годинама уочи Другог светског рата, на дан Дан уједињења 1. децембра, након службе, којој су присуствовали и највиши представници власти у Крупњу, срески начелник, полицијски писари, командир жандармеријске станице, старешина суда и судије, председник општине и представници општина из рађевачког среза, угледни трговци, прваци политичких странака и други високи чиновници, Владо је јавно критиковао владајући режим Краљевине Југославије. Сутрадан је био позван на разговор код среског начелника Боже Миловановића и кажњен са три дана затвора. Како по Уставу Српске православне цркве, државна власт није могла, без одобрења епархијских власти, да затвори свештено лице, казна му је претворена у новчану.
Недуго по доласку на службу у Крупањ, у јесен 1927. Владо се уписао у крупањску Земљорадничку кредитну задругу. Као велики заговорник задружног покрета, доста је радио на ширењу задругарства, па је марта 1928. био изабран за њеног председника, на предлог старог свештеника Грујичића, који је отишао у пензију. У то време Задруга је доживљавала успон. Успела је да купи зграду за своје просторије, изградила је велики магацин, јачала фондове, упркос томе што је Аграрна банка знатно оштетила наплатом сељачких дуговања. Године 1937. Задруга је издвојила свој воћарски одељак и формирала Воћарску задругу, а наредне године је основана и Земљорадничко-набављачка задруга, која је задругаре снабдевала бољом и јефтинијом робом него трговци. Управни одбор се залагао да задругари набаве што боље справе за обраду земље, да гаје што боље расе стоке и подижу што боље сорте воћа, да развијају свиларство, пчеларство, воћарство, виноградарство и др. Задружни покрет у Србији је 1930-их година запао у кризу, усред расцепа у врху руководства покрета, створена су два Главна савеза земљорадничких задруга — стари на челу са Михаилом Аврамовићем и нови Савез Јагодинаца, на челу са Војом Ђорђевићем, чланом Радикалне странке. Владо Зечевић и чланови Управног одбора Крупањске задруге, одлучили су да се држе по страни у овом сукобу, али им је то донело доста тешкоћа. Нови Савез Јагодинаца, одобравао је кредите само оним задругама, које су га подржавале.
Неколико година, Владо је руководио Народном крупањском читаоницом и рађевском библиотеком у Крупњу, која је била најстарија установа ове врсте у целом Подрињу. Заузимањем професора Жике Поповића из Шапца и Драгољуба Јовичића, новинара Политике и члана илегалне Комунистичке партије, поведена је акција да се у Крупњу подигне нова зграда за књижницу и читаоницу. Залагањем Влада Зечевића, као и прилозима крупањских занатлија и трговаца, као и многи угледних грађана, у центру Крупња је подигнут Дом културе, који је свечано отворен 1935. године. За првог председника књижнице, у знак захвалности за активност на њеном подизању, био је постављен поп Владо. Као председник стално се старао да библиотека набави нове књиге, а посебно дела Стевана Јаковљевића, Бранимира Ћосића, Тихомира Ђорђевића и др. Организовао је приредбе и предавања, окупљао људе, а нарочито омладину. Сваког петка, организовао је предавања за сељаке. Након ослобођења Крупња, септембра 1941, Народна књижница је постала први Дом културе на ослобођеној територији, у којој је издаван лист Глас слободе. Приликом немачког напада на Крупањ, 20. октобра 1941. прва зграда коју су запалили био је Дом културе.
Владо је такође био активан и у спортском клубу „Радојловић”, названом по рађевском капетану Петру Радојловићу, који се борио против Турака. Од 1930. до 1932. играо је фудбал и био председник Клуба, који је окупљао средњошколску омладину, раднике и службенике. Спортски клуб је поред фудбалске, имао и драмску, рецитаторску и хорску секцију. Посебно су биле активне хорска и драмска секција, која је у Крупњу и околини припремала и изводила Нушићеву Ожалошћену породицу, Веселиновићевог Хајдук Станка и др. Са овим комадима секција је наступала приликом гостовања фудбалске екипе у Љубовији, Пецкој, Лозници, Зворнику и др. Спортски клуб је стално растао и осамостаљивао се, а у спортској активности, Влада су следили млађи свештеници, па је једно време у клубу играло чак пет свештеника, међу којима су се истицали Гвозден Јовановић из Селанаца, Драган Димитријевић из Мојковића и Сретен Тодоровић из Цветуље.

### Политичка активност
Као отворени противник владајућег режима Краљевине Југославије, Владо је поред друштвеног, учествовао и у политичком животу. Почетком 1935, пред парламентарне изборе заказане за 5. мај, на наговор задругара, кандидовао се за народног посланика на лист Земљорадничке странке, чији је био члан. Било је то време оштрих политичких борби, у читавој земљи, па и на подручју Рађевине, где је главну реч водила режимска Југословенска национална странка и њен представник Урош Недељковић, трговац, кафеџија, полицијски писар и дугогодишњи народни посланик. Недељковић је био свемоћан човек, коме је ретко ко покушавао да се супротстави, али га се поп Владо није плашио. Половином марта 1935. у Крупњу је одржавана редовна Годишња скупштина задруге, али је на њој дошло до сукоба између присталица попа Влада и Уроша Недељковића. Инжењер Мијајловић, који је био управник воћног расадника, предложио је Недељковића за председника Управног одбора задруге, док је већина задругара подржавала Зечевића. Након вербалног сукоба, Владо је поново изабран за председника Управног одбора, али је увређени Недељковић написао оптужујући извештај Среском начелству и Савезу земљорадничких задруга у Београду, након чега је Земљорадничка странка повукла кандидатуру Влада Зечевића са своје листе. На тај начин, Недељковић, који је од Житарске задруге добио лажно уверење да је њен оснивач и члан Управног одбора, успео је да дисквалификује попа Влада као свог противкандидата и био изабран за народног посланика.
Упркос неуспешном кандидовању за посланика, Владо је наставио своју политичку активност. Земљорадничка левица била је веома популарна у Крупњу и Рађевини, где је успела да одржи политичку иницијативу, организујући низ зборова, на које су долазили познати опозициони лидери — Иван Рибар, Драгољуб Јовановић, Нинко Петровић, Живота Ђермановић и др. На већини ових зборова, један од говорника био је и поп Владо. У Крупњу је 1936. одржан велики политички збор Удружене опозиције, на коме је присуствовало око две хиљаде људи из варошице и њене околине. На збору су говорили публициста Драгослав Смиљанић, адвокат Нинко Петровић, студент Момчило Ђурић и новинар Драгољуб Јовичић. Како би спречили одржавање овог скупа, присталице владајуће Јерезе, из Церове су дошли са гвозденим шипкама, након чега се умешала жандармерија. Упркос забрани жандармерије, збор је одржан у суседном Мојковићу, где је потом дошло до опште туче присталица Уједињене опозиције, Јерезе и жандарма. Исте вечери поп Владо је био нападнут у Мојковићу, али је успео да се спасе бекством.
Посебну политичку активност Владо Зечевић је испољио у време Конкордатске кризе у лето 1937. године. Влада Милана Стојадиновића је још јула 1935. потписала конкордат са Ватиканом, али га је тек у јесен 1936. изнела пред Народну скупштину, што је изазвало незадовољство народа, али и Српске православне цркве, чији је Архијерејски сабор донео одлуку да се свим снагама супротстави његовом усвајању. Отпор конкордату достигао је врхунац јула 1937. када је Народна скупштина тесном већином усвојила споразум са Ватиканом. У време битка против конкордата, поп Владо је у својим проповедима оштро нападао режим. Са групом свештеника, ишао је у Ваљево на протестни збор, који је одржан у црквеној порти. Августа 1938. поново је у својој проповеди напао режим и његове поданике из Рађевине, због чега је био позван на саслушање у Среско начелство.
У јесен 1937. на вашару у Белој Цркви, опозициона маса предвођена Владом Зечевићем и Луком Стевићем искористила је прилику за обрачун са послаником Урошем Недељковићем. Тада је дошло до туче, па је поново морала да интервенише жандармерија, а Недељковић се сакрио у згради основне школе. Сутрадан је поп Владо, заједно са Луком Стевићем и тридесетак мештана морао на саслушање у Среско начелство у Крупњу. Децембра 1938. године, одржавани су парламентарни избори, а противкандидати Урошу Недељковићу, кандидату Југословенске радикалне заједнице (Јереза) били су Владо Зечевић на листи Демократске странке и Нинко Петровић, на листи Земљорадничке странке. По угледу на попа Влада, у политичкој борби су се ангажовали и други свештеници, а посебно два млада попа из Беле Цркве. Упркос великој предизборној активности, Урош Недељковић успео је уз помоћ полиције, уцена, претњи и отвореног потплаћивања гласача, да победи на изборима.
Пред почетак Другог светског рата у Југославији, 1940. Владо Зечевић се разболео и на предлог једног пријатеља отишао у Ваљево код доктора Мише Пантића, познатог народног лекара и члана Окружног комитета КПЈ за Ваљево. Пантић до тада није лично познавао попа Влада, али је чуо за борбеног свештеника из Крупња и било му је драго што га је упознао. Жандарми који су мотрили на кућу и ординацију Пантића, као познатог комунисте, видели су попа Влада како излази из његове ординације, због чега су га претресли у хотелу Бранковина, где је одсео.

### Априлски рат и окупација
Као велики родољуб и противник власти, Владо Зечевић оштро је реаговао на вест о потписивању Тројног пакта, који је 25. марта 1941. учинила Влада Цветковић-Мачек. Са великим одушевљењем примио је 27. марта вест о војном пучу и свргавању Владе и кнеза-намесника Павла Карађорђевића. Заједно са Милијаном Јеремићем, чланом КПЈ и другим опозиционарима, поп Владо се налазио на челу колоне грађана која се уз заставе и песму кретала главном крупањском улицом. Узвикујући антифашистичке пароле, група омладинаца, тада је засула каменицама куће апотекара Франца Циглера и Кафеџије Драгог Росића, који су били познати германофили. Читавог дана маса се веселила дајући подршку пучу, а поп Владо је био међу говорницима, који су се испред зграде Среског начелства обратили присутнима.
Неколико дана након добијања вести о бомбардовању Београда и нападу Сила осовине на Југославију, априла 1941. напустио је Крупањ и пошао ка Ужицу, а потом прешао Дрину код Вишеграда, покушавајући да нађе зборно место своје јединице. Услед брзог слома Југословенске војске и потом њене капитулације, није успео да пронађе своју ратну јединицу, па се заједно са другим разочараним добровољцима вратио кући. Недуго потом, 13. априла 1941. немачке јединице су ушле у Крупањ, а група предратних политичара и полицијских чиновника — Циглер, Росић и Недељковић отворено се ставила у службу окупатора. Заједно са црквењаком Сретеном Миловановићем Бабом, првих дана окупације, успео је да у спомен-цркви сакрије неколико пушака и један пиштољ, који су заостали иза Југословенске војске. Знајући Влада као опозиционара и бунтовника, Недељковић и Циглер су га оптужили код Немаца, који су га крајем маја 1941. ухапсили и затворили у подрум болнице. У међувремену, црквењак Баба је успео да сакривене пушке изнесе из цркве и пребаци на сигурније место, па је Владо након три недеље саслушавања и малтретирања, био пуштен средином јуна 1941. године.
Након пуштања на слободу, поп Владо је напустио Крупањ и отишао у манастир Троношу. Убрзо за њим, разишла се и његова породица — супруга Марија је са ћерком Милушом и сином Величком отишла на Умку, код родитеља; синови Милан и Зоран су отишли код Владовог брата Мила у Лозницу, а најстарија ћерка Олга код Владове сестре Даре у Београд. Неколико дана по доласку у манастир, преко радија је чуо вест о нападну Немачке на СССР, а половином јула 1941. чуо је за акције рађевачких партизана. На Илиндан, 2. августа 1941. након службе у манастиру, поп Владо је окупљени народ позвао на оружану борбу, а убрзо потом, око манастира се окупио већи број наоружаних људи, од којих је уз помоћ Георгија Бојића, старешине манастира Троноше и Сретена Тодоровића, свештеника из Цветуље, формирао војно-четнички одред. Тих дана у Троношу је стигла група официра и подофицира бивше Југословенске војске, који су били повереници пуковника Драгољуба Михаиловића — генералштабни потпуковник Веселин Мисита, кога је Михаиловић упутио за команданта четничких снага око Лознице, поручник Нешко Недић, артиљеријски капетан Драгослав Рачић, генералштабни мајор Бошко Тодоровић и др. Средином месеца, са двадесетак четника, стигао је и поручник Ратко Мартиновић.

### Устанак у Србији 1941.
Како су официри и подофицири, упућени са Равне Горе, имали наређење Драже Михаиловића, да не ступају у отворену борбу против окупатора и да чекају погодно време, Владо Зечевић и поручник Ратко Мартиновић, су према договору са потпуковником Веселином Миситом, у другој половини августа 1941. кренули да обилазе села у околини Крупња и окупљају људе. За неколико дана окупили су више десетина бораца и свој одред назвали Војно-четнички одред Зечевић—Мартиновић. На Велику Госпојину, 28. августа 1941. дошли су на Мачков камен, где се сваке године одржавао народни збор и вашар и одржали говор окупљеном народу. Потом су отишли на заказани разговор са руководиоцима Ваљевског партизанског одреда — Мишом Дудићем и Чедом Милосављевићем, командиром и политичким комесаром Рађевачке партизанске чете; Здравком Јовановићем, командантом Ваљевског одреда  и Милошем Минићем, инструктором Покрајинског комитета КПЈ за Србију при Окружном комитету КПЈ за Ваљево. Чеду Милосављевића, учитеља из Пецке познавао је од пре рата, а за Мишу Дудића, сина Драгојла Дудића знао је из Драгојлових прича. Током разговора постигнут је споразум о сарадњи и заједничком нападу на Крупањ, формиран је заједнички Штаб и упућен заједнички проглас. Након договора са партизанима, Владо и Мартиновић су отишли у Бањевац, где су се налазили њихови борци. Ту су 1. септембра од курира добили вест из манастира Троноша о изненадном четничком нападу на Лозницу и погибији потпуковника Мисте. Успели су да окупе око 300 бораца, распоређених у три чете и са њима крену ка Крупњу.
Након ослобођења рудника Столице, 2. септембра 1941. отпочела је борба за ослобођење Крупња, где се налазио немачки гарнизон јачине око 300 војника. Напад је почео у току ноћи концентричним нападом устаника — партизани су нападали са севера, а припадници војно-четничког одреда Зечевић—Мартиновић са југа. Како су Немци очекивали напад, припремили су се за одбрану и утврдили у згради болнице и у зградама топионице антимона. Из ових објеката они су унакрсном митраљеском ватром бранили прилазе зградама у којима су се налазили. До јутра 3. септембра партизанско-четнике снаге су успеле да уђу у Крупањ, али нису успели да савладају немачка упоришта. Како се болница, налазила на месту погодном за одбрану, за следећи напад се чекала наредна ноћ. У току дана немачко-усташка авијација је са шест авиона бомбардовала Крупањ и околна места, а из Ваљева је била упућена једна немачка јединица, али је она код села Завлаке заустављена од стране устаничких снага и натерана на повлачење ка Ваљеву. У ноћи 3/4. септембар обновљени су напади, који су били одбијени жестоким отпором, а у зору 4. септембра отпочео је нови ваздушни напад на устаничке положаје. За време бомбардовања, немачке снаге су у неколико колона напуштале болницу, крећући се ка Завлаци, где су упале у партизанско-четничке заседе. У борбама је заробљено 108 немачких војника, међу којима око 30 рањеника. Ослобођењем Крупња био је утврђен центар прве слободне територије у западној Србији и истовремено на територији читаве Србије.
Након ослобођења Крупња, поп Владо и поручник Мартиновић су поново одржали састанак са партизанским руководством. Било је тада предлога да се њихов војно-четнички одред укључи у Ваљевски партизански одред, али се од тога одустало. Мартиновић се после састанка упутио у Лозницу, а Владо Зечевић је накратко остао у Крупњу. Као позната и популарна личност међу становницима Крупња, ангажовао се на стварању органа народне власти. Заједно са Милошем Минићем, Драгојлом Дудићем и Мићом Јеремићем, обилазио је крупањска села и разговарао са људима који су предлагани за одборнике. Учествовао је у формирању Народноослободилачког одбора у Крупњу и том приликом говорио окупљеном народу. Иако је имао доста обавеза у заједничком Штабу и око Војно-четничког одреда, често је присуствовао седницама Народноослободилачког одбора и учествовао у његовом раду на формирању партизанске болнице за лечење и негу рањеника и народа, акцијама прикупљања добровољних прилога у одећи и обући и др. После формирања народне власти, Зечевић се придружио Мартиновићу у Лозници, где су власт успоставили четници под командом игумана Георгија Бојића Џиџе. Иако су Бојић и Владо били добри познаници, он није благонаклоно гледао на његову и Мартиновићеву сарадњу са партизанима, због чега са њима није желео да разговара око организације командовања након Мистине погибије. Без њиховог знања послао је курира на Равну Гору и тражио од пуковника Михаиловића да именује новог команданта. На инсистирање попа Влада и Ратка Мартиновић, Бојић је организовао преки суд који је на смрт осудио кафеџију Лазу Хајдуковића, осумњиченог за убиство Веселина Мисите.

### Народноослободилачки рат
Члан Комунистичке партије Југославије (КПЈ) постао је 1942. године. У рату је био заменик политичког комесара Ваљевског партизанског одреда, члан Врховног штаба НОВ и ПОЈ, члан Извршног одбора АВНОЈ-а и повереник Верског одсјека Првог засједања АВНОЈ, члан Националног комитета ослобођења Југославије (НКОЈ) и повереник за унутрашње послове.

### Послератни период
После ослобођења Југославије, налазио се на разним одговорним дужностима. Био је министар унутрашњих послова ФНРЈ у Влади ФНРЈ; министар грађевина и саобраћаја у Влади НР Србије (1952—1953); председник Савезног већа Савезне народне скупштине (1954—1960); председник Одбора за организацију власти и управу Савезне скупштине. Члан Савезног извршног већа (СИВ) био је од јануара 1953. године. Био је посланик Републичке Уставотворне и Савезне народне скупштине, члан Савезног одбора ССРН Југославије, Председништва Савезног одбора СУБНОР и друго. Имао је чин резервног пуковника ЈНА.
Преминуо је у Београду, 26. октобра 1970. године. Сахрањен је у Алеји заслужних грађана на Новом гробљу у Београду.

## Књиге и одликовања
Написао је три књиге:
- У ноћи, сусрет, Београд 1963.
- И то да се зна, Београд 1968. и
- Расте устанак, Загреб 1968.

Носилац је Партизанске споменице 1941. и других југословенских одликовања, међу којима су — Орден народног ослобођења, Орден партизанске звезде првог реда, Орден Републике са златним венцем, Орден заслуга за народ првог реда, Орден братства и јединства првог реда и два Ордена за храброст.

## Галерија
- Владо Зечевић са групом бораца Пратећег батаљона
- Владо Зечевић и Фјодор Махин, 1942. године
- Владо Зечевић
- Владо Зечевић са групом руководилаца НОБ
- Владо Зечевић и Митра Митровић, новембра 1943.
- Владо Зечевић и митрополит Јосиф новембра 1944.
- Споменик у Лозници